# Gilbert Bowman
Gilbert Bowman (1918–1985) skót nemzetközi labdarúgó-játékvezető.

## Pályafutása

### Nemzetközi játékvezetés
A Skót labdarúgó-szövetség Játékvezető Bizottsága (JB) 1960-ban terjesztette fel nemzetközi játékvezetőnek, a Nemzetközi Labdarúgó-szövetség (FIFA) bíróinak keretébe. Több nemzetek közötti válogatott és klubmérkőzést vezetett. A skót nemzetközi játékvezetők rangsorában, a világbajnokság-Európa-bajnokság sorrendjében többedmagával a 28. helyet foglalja el 1 találkozó szolgálatával.

### Európa-bajnokság
Az európai-labdarúgó torna döntőjéhez vezető úton Spanyolországba az II., az 1964-es labdarúgó-Európa-bajnokságra az UEFA JB játékvezetőként foglalkoztatta.
| Időpont          | Helyszín               | Mérkőzés típusa         | Mérkőzés            | Eredmény | Nézők száma |
| ---------------- | ---------------------- | ----------------------- | ------------------- | -------- | ----------- |
| 1962. június 21. | Ullevaal Stadion, Oslo | előselejtező (első kör) | Norvégia–Svédország | 0 : 2    | 28 249      |